# Radziwillský letopis
Radziwillský letopis či Radziwillská kronika (polsky Latopis Radziwiłłowski) je kopie středověké ruské kroniky, s 617 ilustracemi z historie Kyjevské Rusi (od 5. do 13. století). Tato kopie byla pořízena v 15. století a byla v držení polského šlechtického rodu Radziwiłłů. Roku 1671 ji Bogusław Radziwiłł daroval knihovně v Královci, odkud byla za sedmileté války ukradena a odvezena do Petrohradu. Dnes se nachází ve sbírce Ruské akademie věd.